# Чернышёв, Владимир Игнатьевич
Владимир Игнатьевич Чернышёв (29 мая 1927, село Старожилово, Полянская волость, Пронский уезд, Рязанская губерния, РСФСР, СССР — 1 ноября 2006, Москва, Россия) — советский футболист. Вратарь. Мастер спорта СССР.

## Карьера

### Игрок
Воспитанник юношеской команды московского «Локомотива». Практически всю карьеру выступал за «Спартак» Москва (1946—1955). После перешёл на 1 год в «Спартак» Станислав.

### Тренер
Окончил школу тренеров при ГЦОЛИФК.
Главный тренер «Труда» (Фрязино): 1957—1966, главный тренер «Машиностроителя» (Балашиха): 1967—1969, главный тренер «Машиностроителя» (Подольск): 1970—1972, тренер СДЮШОР «Спартак» (Москва): 1973—1987, старший тренер СДЮШОР «Спартак» (Москва): 1975—1987, заместитель председателя тренерского совета Федерации футбола Москвы: 80-90-е, главный тренер команды инвалидов-ампутантов «Спартак» (Москва) и сб. России: 1992—1998.

## Достижения
- Чемпион СССР (1952, 1953)
- Победитель Кубка СССР (1950)
- Бронзовый призёр чемпионата СССР (1949)